# Humilladero
Humilladero is een gemeente in de Spaanse provincie Málaga in de regio Andalusië met een oppervlakte van 35 km². In 2007 telde Humilladero 3104 inwoners.

## Geboren in Humilladero
- Pedro Torres (1949), voormalig wielrenner